# Femke Stoltenborg
Femke Stoltenborg est une joueuse néerlandaise de volley-ball née le 30 juillet 1991 à Winterswijk. Elle mesure 1,89 m et joue au poste de passeuse. Elle totalise 244 sélections en équipe des Pays-Bas.

## Clubs
| Club                    | De        | À         |
| ----------------------- | --------- | --------- |
| Longa '59 Lichtenvoorde |           | 2008-2009 |
| HAN Volleybal           | 2009-2010 | 2009-2010 |
| TVC Amstelveen          | 2010-2011 | 2010-2011 |
| Dresdner SC             | 2011-2012 | 2011-2012 |
| VT Aurubis Hamburg      | 2012-2013 | 2012-2013 |
| Ladies in Black Aachen  | 2013-2014 | 2013-2014 |
| Volley 2002 Forlì       | 2014-2015 | 2014-2015 |
| VC Stuttgart            | 2015-2016 | 2015-2016 |
| Ladies in Black Aachen  | 2016-2017 | 2016-2017 |
| VC Stuttgart            | 2017-2018 | 2017-2018 |
| Budowlani Łódź          | 2018-2019 | 2018-2019 |
| CS Volei Alba-Blaj      | 2019-2020 | 2019-2020 |
| Schweriner SC           | 2020-2021 | ...       |

## Palmarès

### Équipe nationale
- Championnat d'Europe
  - Finaliste : 2015, 2017.

### Clubs
- Supercoupe des Pays-Bas
  - Vainqueur : 2010.
- Championnat d'Allemagne
  - Finaliste : 2016, 2018.
- Coupe d'Allemagne
  - Finaliste : 2016.
- Supercoupe d'Allemagne
  - Vainqueur : 2020.
  - Finaliste : 2017.
- Championnat de Pologne
  - Finaliste : 2019.
- Supercoupe de Pologne
  - Vainqueur : 2018.
- Championnat de Roumanie
  - Vainqueur : 2020.